# チャタヌーガ (防護巡洋艦)
|          |                                         |
| 艦歴     |                                         |
| 発注:    |                                         |
| 起工:    | 1900年3月29日                           |
| 進水:    | 1903年3月7日                            |
| 就役:    | 1904年10月11日                          |
| 退役:    | 1921年7月19日                           |
| その後:  | 1930年3月8日に売却                      |
| 除籍:    | 1929年12月13日                          |
| 性能諸元 |                                         |
| 排水量:  | 3,200トン                               |
| 全長:    | 309 ft 10 in                            |
| 全幅:    | 44 ft                                   |
| 吃水:    | 17 ft 3 in                              |
| 機関:    |                                         |
| 最大速:  | 16.5ノット                              |
| 乗員:    | 士官、兵員339名                         |
| 兵装:    | 5インチ砲10門 6ポンド砲8門 1ポンド砲2門 |

チャタヌーガ (USS Chattanooga, C-16/PG-30/CL-18) は、アメリカ海軍の防護巡洋艦。デンバー級防護巡洋艦の1隻。艦名はテネシー州チャタヌーガに因む。その名を持つ艦としては2隻目。

## 艦歴
チャタヌーガは1900年3月29日にニュージャージー州エリザベスポートのクレセント造船所で起工した。1903年3月7日にL・N・チャンブリスによって命名、進水し、ニューヨーク海軍工廠で完成する。1904年10月11日に艦長A・シャープ中佐の指揮下就役し、大西洋艦隊に合流した。
整調後、カリブ海への巡航を行う。ニューヨークに帰還すると、戦隊に加わり1905年6月18日にフランスのシェルブールに向けて出航する。シェルブールでブルックリン (USS Brooklyn, ACR-3) がジョン・ポール・ジョーンズの遺体を受け取り、艦隊は海軍兵学校へ向かう。アナポリスには6月23日に到着した。同年の残りをメイン州およびマサチューセッツ州の海軍民兵の訓練支援に費やし、カリブ海への巡航を行った。12月28日にプエルトリコのサンフアンを出航し、スエズ運河を通過、太平洋での任務に就く。1906年4月29日にフィリピンのカヴィテに到着した。チャタヌーガはアジア艦隊に加わりフィリピンでの作戦活動を行う。夏は中国への巡航を行い、アメリカ合衆国の東洋における示威活動を行った。その後1910年8月10日にピュージェット・サウンド海軍造船所で不活性化が行われ、9月17日に退役した。
1912年8月31日にピュージェット・サウンドで予備役に置かれ、1914年4月21日に現役復帰、メキシコ水域での任務に就く。1915年から16年にかけてメキシコ革命での混乱に対してアメリカ合衆国の権益を保護するための任務に従事し、その後アメリカが第一次世界大戦に参戦する1917年5月まで任務は継続した。チャタヌーガはパナマ運河を通過しカリブ海での数ヶ月間の偵察任務に従事し、ドイツ艦に対する警戒を行った。1917年7月からは大西洋で船団護衛任務に従事し、他の護衛艦と共にフランスの港へ巡航した。この大西洋を横断する苛烈な任務は、ノバスコシアへの2度の護衛任務で中断された以外は継続された。
チャタヌーガは1918年12月26日にニューヨーク湾で行われた海軍長官による戦勝記念の観閲式に参加した。オーバーホール後、チャタヌーガはリベリアの政府職員をモンロビアへ送り届ける。その後イングランドのプリマスに向かい、5月7日に到着した。ヨーロッパ海域のアメリカ海軍部隊の旗艦となったチャタヌーガは、6月までイギリスとフランスの港を訪問した。6月29日にウィルソン大統領の乗るジョージ・ワシントン (USS George Washington) の先導艦としての任務に従事し、その後ドイツおよびベルギーの港を訪問、続いてトルコ海域のアメリカ海軍部隊の旗艦として地中海での任務に就く。さらに黒海での巡航を行い、アドリア海ではオーストリア＝ハンガリー帝国海軍の艦艇廃棄任務に従事した。1921年1月から5月までチャタヌーガは巡洋艦戦隊と共に通常の偵察任務を行い、6月1日に帰国の途に就く。1921年7月19日にボストンで退役し、ポーツマス海軍工廠で保管後1930年3月8日に売却された。